# Iván Navarro
Iván Navarro Pastor (* 19. Oktober 1981 in Alicante) ist ein ehemaliger spanischer Tennisspieler.

## Leben und Karriere
Navarro Pastor, der von der ATP nur unter „Navarro“ geführt wurde, war zunächst auf der ATP Challenger Tour erfolgreich. Fünf Titel im Einzel sowie drei weitere im Doppel konnte er gewinnen. Auf der Ebene der World Tour gelang ihm zweimal der Einzug in ein Halbfinale: 2007 in Valencia und 2009 in ’s-Hertogenbosch. In Valencia kam er erst als Lucky Loser ins Hauptfeld und wurde erst in der Vorschlussrunde vom Italiener Potito Starace in drei Sätzen gestoppt. In ’s-Hertogenbosch unterlag er ebenfalls in drei Sätzen, hier gegen den Lokalmatador Raemon Sluiter.
Bei Grand-Slam-Turnieren gelang ihm 2007 in Roland Garros und 2009 bei den US Open der Einzug in die zweite Runde. Weitere Erfolge konnte er bei keinem Grand Slam mehr erzielen, auch nicht im Doppel, wo er stets in der ersten Runde ausschied.
In der Weltrangliste waren seine beste Positionen Rang 67 im Einzel und Rang 127 im Doppel, die er beide am 2. März 2009 erreichte.
Am 3. April 2013 gab er nach seinem Erstrundenaus in Saint-Brieuc seinen Rücktritt vom Profitennis bekannt.

## Erfolge
| Legende (Anzahl der Siege)  |
| Grand Slam                  |
| ATP World Tour Finals       |
| ATP World Tour Masters 1000 |
| ATP World Tour 500          |
| ATP World Tour 250          |
| ATP Challenger Tour (9)     |

### Einzel

#### Turniersiege
| Nr. | Datum              | Turnier    | Belag     | Finalgegner           | Ergebnis         |
| --- | ------------------ | ---------- | --------- | --------------------- | ---------------- |
| 1.  | 17. September 2006 | Sevilla    | Sand      | Héctor Ruiz Cadenas   | 6:3, 6:4         |
| 2.  | 1. Oktober 2006    | Bratislava | Sand      | Teodor-Dacian Crăciun | 6:2, 7:64        |
| 3.  | 22. März 2008      | Meknès     | Sand      | Jiří Vaněk            | 6:4, 6:4         |
| 4.  | 6. Juli 2008       | Pozoblanco | Hartplatz | Dick Norman           | 6:74, 6:3, 7:610 |
| 5.  | 27. Juli 2008      | Međugorje  | Sand      | Pere Riba             | 6:0, 6:2         |

### Doppel

#### Turniersiege
| Nr. | Datum              | Turnier  | Belag | Partner                 | Finalgegner                       | Ergebnis          |
| --- | ------------------ | -------- | ----- | ----------------------- | --------------------------------- | ----------------- |
| 1.  | 31. August 2003    | Brindisi | Sand  | Mario Radić             | Manuel Jorquera Diego Moyano      | 7:68, 6:0         |
| 2.  | 7. Mai 2006        | Tunis    | Sand  | Daniel Gimeno Traver    | Bart Beks Martijn van Haasteren   | 6:2, 7:5          |
| 3.  | 14. März 2008      | Tanger   | Sand  | Miguel Ángel López Jaén | Marc López Gabriel Trujillo Soler | 6:3, 6:75, [11:9] |
| 4.  | 30. September 2012 | Madrid   | Sand  | Daniel Gimeno Traver    | Colin Ebelthite Jaroslav Pospíšil | 6:2, 4:6, [10:7]  |